# كيث هيوز (لاعب كرة قاعدة)
كيث هيوز (بالإنجليزية: Keith Hughes)‏ هو لاعب كرة قاعدة أمريكي، ولد في 12 سبتمبر 1963 في برين مار ‏ في الولايات المتحدة.